# Мяла
Мяла (Мелльйок) — река в России, течёт по территории Кольского района Мурманской области. Впадает в Верхнетуломское водохранилище на высоте 80 м над уровнем моря, до его заполнения впадала в реку Вуву справа в 12 км от её устья. В тот период длина реки составляла 26 км, а площадь водосборного бассейна оценивалась в 151 км².

## Данные водного реестра
По данным государственного водного реестра России относится к Баренцево-Беломорскому бассейновому округу, водохозяйственный участок реки — Тулома от истока до Верхнетуломского гидроузла, включая Нот-озеро. Речной бассейн реки — бассейны рек Кольского полуострова, впадает в Баренцево море.